# Unité des Communes valdôtaines Valdigne-Mont-Blanc
L'Unité des Communes valdôtaines Valdigne-Mont Blanc, denominata fino al 2014 Comunità montana Valdigne Mont Blanc (in francese Communauté de montagne Valdigne Mont Blanc), è un comprensorio montano che unisce i comuni dell'alta Valle d'Aosta, ovvero la Valdigne. In particolare, oltre alla valle centrale della Dora Baltea, sono interessate la Val Veny, la Val Ferret ed il Vallone di La Thuile.

## Etimologia
Prende il nome dalla Valdigne, nome con cui si indica l'alta Valle d'Aosta. Nel nome dell'Unité viene ricordato anche il Monte Bianco, perché domina l'alta Valle d'Aosta e le sue valli laterali.

## Descrizione

### Scopo
Suo scopo principale è quello di favorire lo sviluppo delle valli nella salvaguardia del patrimonio ambientale e culturale proprio.

### Attività
Negli anni ha sviluppato soprattutto le seguenti attività:
- salvaguardia degli alpeggi
- sviluppo del turismo.

### Sede
La sede si trova a La Salle.

### Comuni
Ne fanno parte i Comuni di Courmayeur, La Salle, La Thuile, Morgex, Pré-Saint-Didier.